# Szahinszahr
Szahinszahr (perski: شاهين شهر) – miasto w Iranie, w ostanie Isfahan. W 2006 roku miasto liczyło 126 070 mieszkańców w 33 515 rodzinach.